# Boxpok
La roue Boxpok, est un type de roue qui a équipé de nombreuses locomotives à vapeur principalement aux États-Unis. Elle s'applique en tout ou partie aux roues accouplées de la locomotive. Sa particularité est d'être composée d'un certain nombre de sections évidées qui remplacent les traditionnels rayons, ce qui lui donne une grande rigidité. Le nom boxpok, variante du mot box-spoke (box = boîte, spoke = rayon) est assez difficile à traduire en français, « rayons boîtes » n'étant pas très significatif, certains amateurs de matériel ferroviaire, les appellent tout simplement « roues à trous ».

## Histoire
La roue Boxpok a été brevetée par General Steel Castings Corporation à Granite City dans l'Illinois.

### Variantes
Les roues Bulleid Firth Brown (BFB) créées par Oliver Bulleid (en) et Firth Brown (en) furent une variation ultérieure de la Boxpok via un nouveau brevet qui permit d'obtenir une roue plus légère grâce à l'utilisation d'une jante renforcée. De son côté, la firme Baldwin créa une roue similaire mais partiellement à voile plein et appelée Baldwin Disc.

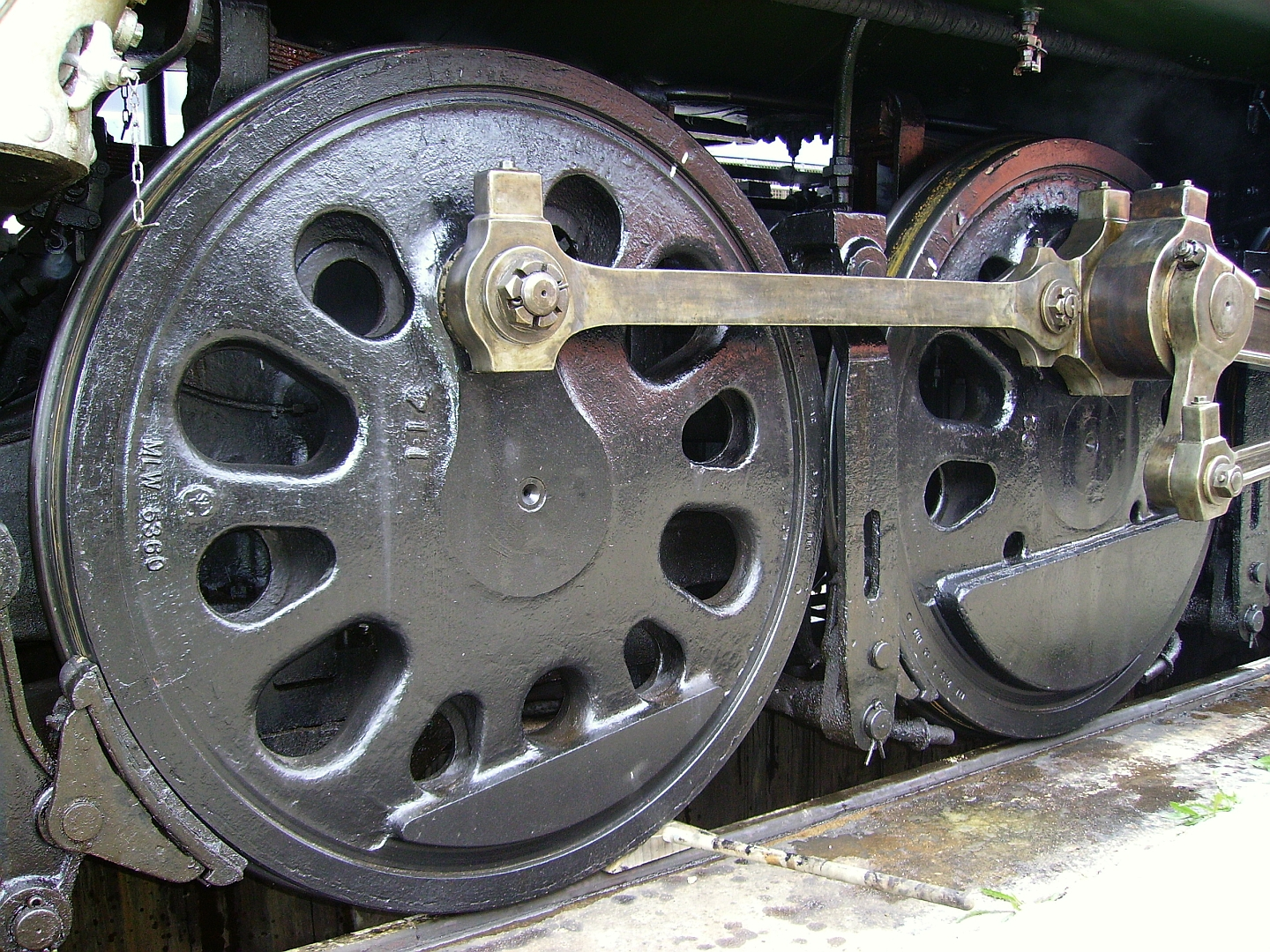
Détail des roues Boxpok de la 141 R 1199.
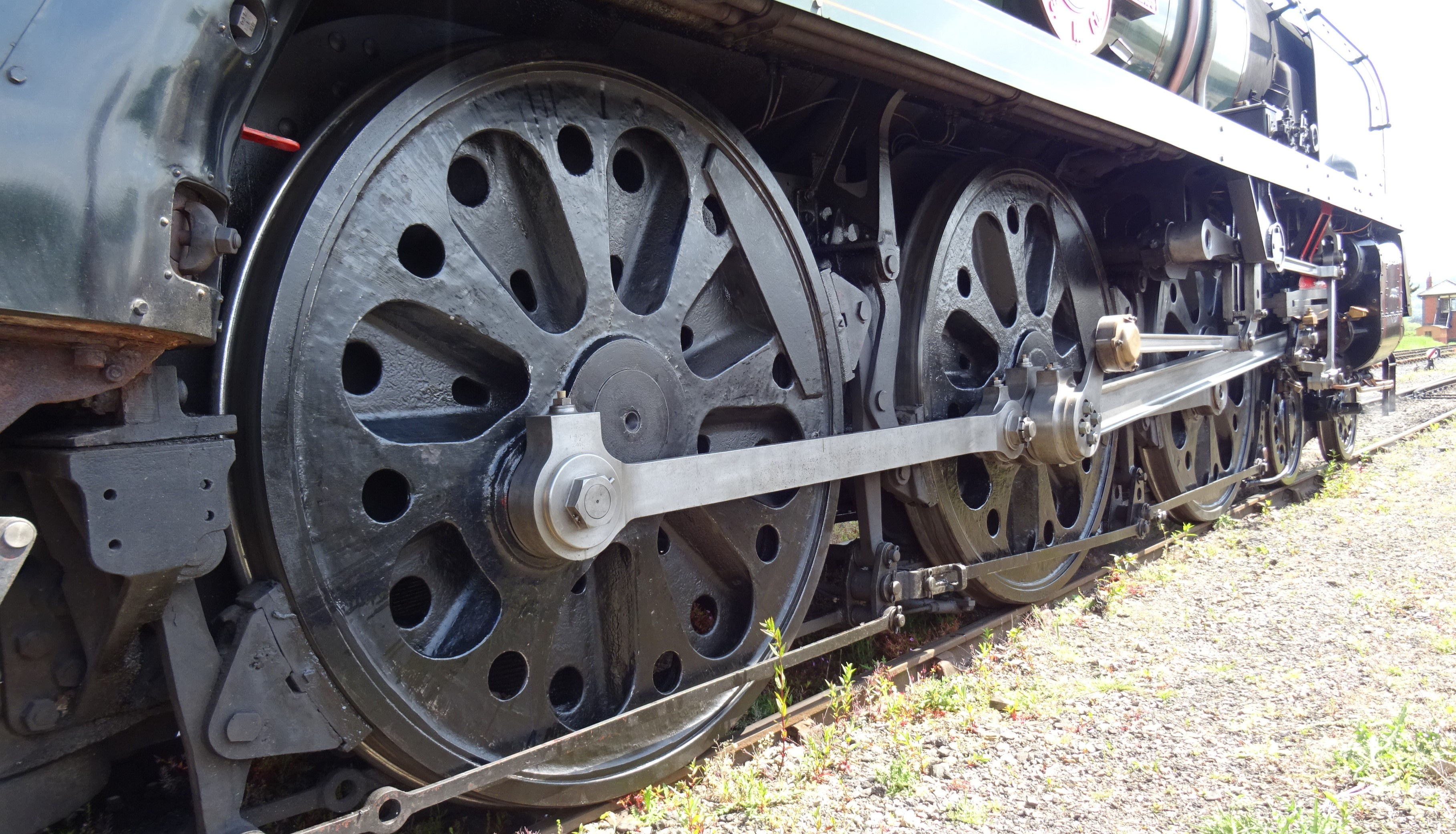
Roues Bulleid Firth Brown (BFB) sur une Pacific anglaise type Merchant Navy.
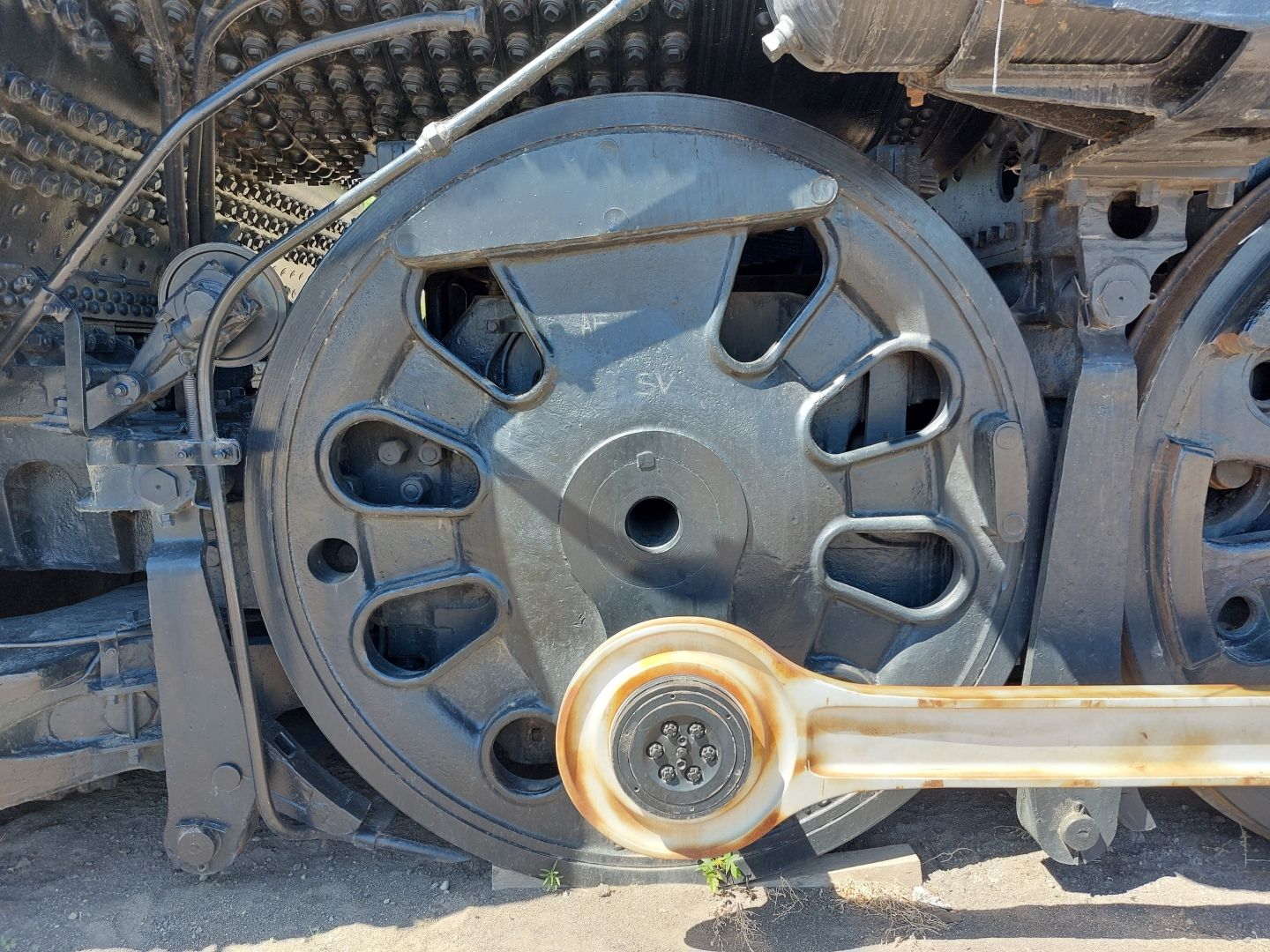
Une roue Baldwin Disc sur une Northern du Santa Fe.

## Utilisation en France
Sur le réseau Français, les roues Boxbok sont une spécificité des 141 R de la SNCF. Elles équipèrent d'abord l'essieu moteur d'une partie des machines de la première tranche 1 à 700, selon la date de construction des locomotives. Puis, sur la tranche 701 à 1100, l'essieu moteur fut alors systématiquement équipé de roues Boxpok, et enfin ce fut sur toutes les roues accouplées pour le reste de la série (1101 à 1340).

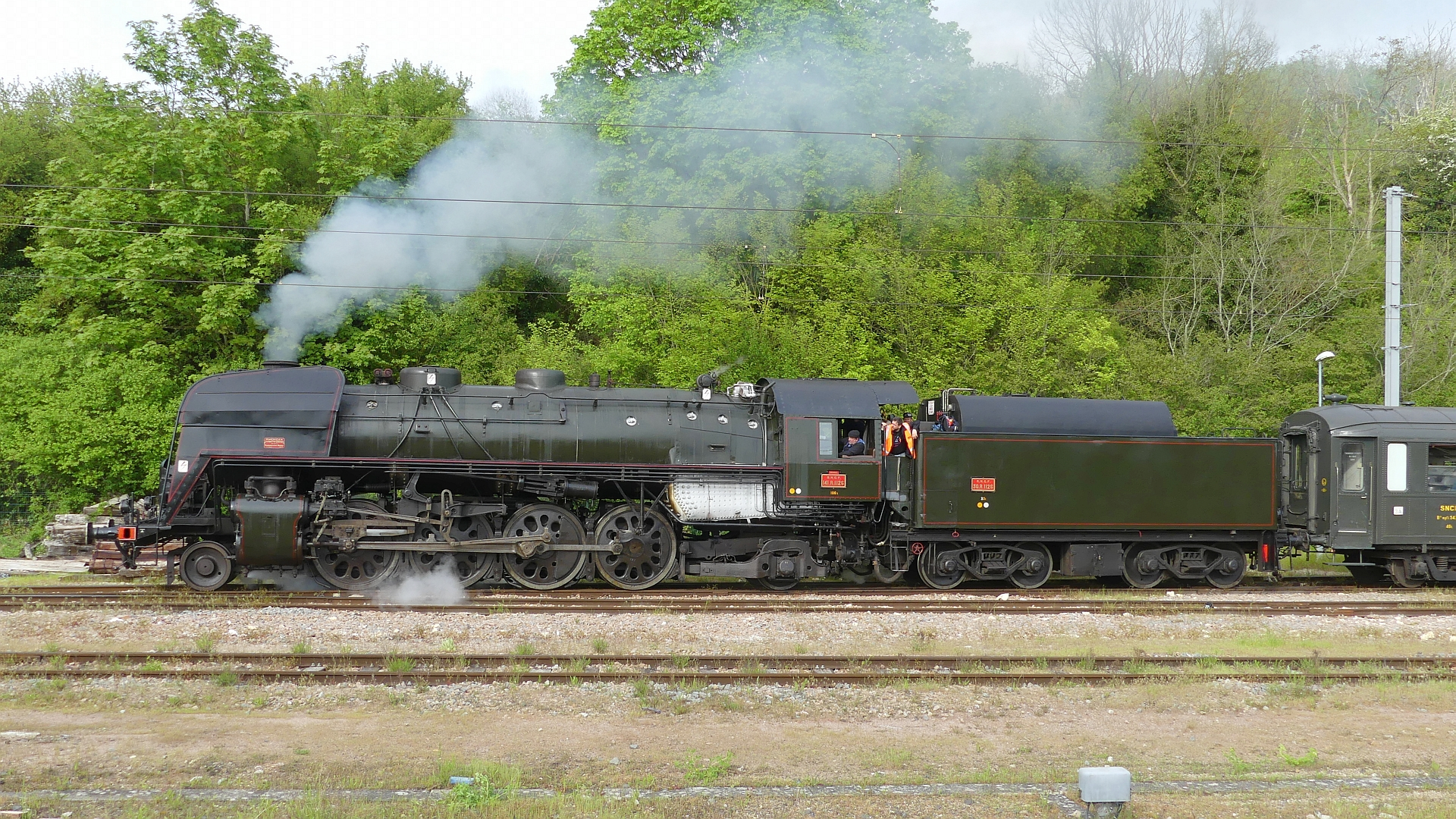
Roues Boxpok sur la 141 R 1126.

Les roues Boxpok des 141 R sont de plus équipées de boîtes à rouleau Timken offrant une meilleure fiabilité et moins de risques d'échauffement. Entièrement réalisée en acier moulé mais creuses, elles étaient plus rigides au niveau de la jante, assuraient un serrage uniforme du bandage et résistaient aux efforts latéraux, tout cela avec un minimum de poids. Cette amélioration permettait de limiter les rotations de bandage sur ces machines au « coup de patin puissant ». Par ailleurs leur mode de construction favorise un meilleur équilibrage des masses en mouvement et améliore la répartition de l'effort.

## Source
- (en) Cet article est partiellement ou en totalité issu de l’article de Wikipédia en anglais intitulé « Boxpok » (voir la liste des auteurs).